# Свети Георги (Бистрица, Софийско)
„Свети Георги“ е възрожденска православна църква на Софийската епархия на Българската православна църква, разположена в софийското село Бистрица.

## История
Построена е в 1883 година. Видният български зограф Никола Янев заедно със сина си Соломон изписва църквата. Основите на храма, както и високите носещи стени, са от гранит.
Съществува предположение, че църквата е построена на мястото на католикона на разрушения в 1382 година Бистришки манастир.